# 웰킵스하이텍
웰킵스하이텍(Well Keeps Hitech)는 웰킵스그룹 계열의 대한민국의 산업용기기 기업이다.  본사는 경기 안성시 공도읍 신두만곡로 134(신두리)에 위치해 있으며 대표이사는 김준목이다.
2022년 첨단정밀부품 전문제조기업인 세아전자 인수하였다

## 논란
- 2024년 DB하이텍 자회사인 디비글로벌칩로부터 89억원 규모의 채권 가압류를 당했다[3]
- 전기차 배터리 시장을 공략하기 위해 현대기아차 협력사인 인팩 등에 전기차 배터리 케이스 등 부품을 공급하는 제원테크를 40억원에 인수하였으나 대규모 손실을 기록하면서 자본총계도 급감하는 경영난을 겪고 있다[4]

## 역사
2023년 3월에 크로바하이텍에서 현재의 상호로 변경하였다.

## 상장
2001년에 코스닥 시장에 상장하였다.

## 참고문헌
1. ↑  고문순, 웰킵스그룹 박종한 회장, 지속가능한 기업 생태계 및 글로벌 라이프케어 브랜드 구축, 머니투데이, 2024년 1월 17일
2. ↑  변종혁, 웰킵스, 세아전자 인수…신사업 진출 박차, 대한금융신문, 2022년 1월 11일
3. ↑  박기영, '채권 가압류' 웰킵스하이텍, 유동성 문제없나, 딜사이트, 2024년 4월 17일
4. ↑  장효원, 웰킵스하이텍②100억 투입 전기차 사업 자본잠식 위기, 아시아경제, 2024년 11월 20일
5. ↑  권태성, M&A·사업확장에 ‘간판’ 바꾸는 기업들, 이투데이, 2023년 4월 6일